# Xanthochelus
Xanthochelus — род долгоносиков из подсемейства Lixinae.

## Описание
Лапки имеют только более или менее развитые пятна волосяной подошвы, третий сегмент задних лапок без сплошной подошвы. Брюшные стерниты с поперечными рядами голых пятен. Головотрубка со срединной бороздкой, ограниченной килями. Надкрылья с сильно вздутыми плечами.

## Виды
Некоторые виды:
- Xanthochelus cinctiventris (Fåhraeus, 1842)
- Xanthochelus eversmanni (Fåhraeus, 1842)